# Minerva McGonagall
Minerva McGonagall (4 de outubro, Caithness, Escócia) é uma personagem da saga de livros de Harry Potter, criada pela escritora britânica J. K. Rowling.
Foi uma bruxa que estudou na Escola de Magia e Bruxaria de Hogwarts e pertenceu a casa da Grifinória (Gryffindor). Depois do período escolar, voltou a Hogwarts e tornou-se professora de transfiguração e diretora da Grifinória, assim como, em diferentes épocas, vice-diretora e posteriormente diretora da escola.
Minerva é também uma animaga, assumindo a forma de uma gata cinzenta malhada e com as marcas dos óculos, que habitualmente usa, em torno dos olhos.
McGonagall é uma mulher alta, de aparência severa e com cabelos negros habitualmente presos num coque apertado. Gosta de usar roupas verde-esmeralda, um chapéu pontiagudo, e tem quase sempre uma expressão muito formal. Segundo Rowling, a professora é uma "setentona enérgica".
Nas adaptações cinematográficas, a personagem foi interpretada pela atriz britânica Maggie Smith.

## Biografia
No primeiro livro, depois de ver Harry pilotar uma vassoura pela primeira vez e com maestria, Minerva recomenda que ele ocupe a posição de apanhador, e envia a Harry uma vassoura de corrida, quebrando a regra de que alunos do primeiro ano não podem ter vassouras pessoais. Apesar de ser bastante rígida em sua disciplina, muitas vezes ela ajuda Harry indiretamente com atividades que não estão exatamente de acordo com o regulamento de Hogwarts, como quando concede a Harry e seus amigos sua sala de aula para que eles possam treinar para o Torneio Tribruxo. Ela também promete a Harry que fará tudo dentro de seu poder para ajudá-lo a alcançar seu objetivo de se tornar um Auror, e cumpre sua promessa.
A Professora McGonagall é uma membra da Ordem da Fênix. Ela e Dolores Umbridge sentem asco uma pela outra, uma vez que Umbridge continuamente tenta usurpar o poder do corpo docente de Hogwarts, de McGonagall e Dumbledore em particular. Quando McGonagall tenta impedir Umbridge e seus comparsas do Ministério de expulsarem Hagrid à força injustamente, ela é atingida por quatro Feitiços Estuporantes sem aviso prévio, antes que sequer pudesse levantar a própria varinha. A sexagenária, inconsciente, é levada às pressas para o Hospital Saint Mungus, onde se recupera por um tempo e retorna a escola.
Após a morte de Dumbledore, Minerva torna-se a nova diretora de Hogwarts. No entanto, após Pio Thicknesse assumir o cargo de Ministro da Magia (Pio está sendo controlado por Lord Voldemort pela Maldição Imperius), alguns meses depois Severo Snape é nomeado o novo diretor. Apesar da nova administração, Minerva é mantida como diretora da casa Grifinória.
Minerva teve importante participação na Segunda Guerra Bruxa; após a batalha e a morte de Severo Snape, foi nomeada pelo Ministério da Magia diretora de Hogwarts.
Durante seu período escolar em Hogwarts, Minerva jogou no time de Quadribol da Grifinória, sendo apanhadora.

## Poderes e competências
Minerva é uma bruxa extremamente poderosa, com poderes e habilidades excelentes como mostrado na série, é capaz de executar três patronos ao mesmo tempo como mostrado no último livro, isto sem favor em suas habilidades duelísticas e astúcia. E, como dito antes, ela é uma Animaga, capaz de se transformar em um gato cinzento malhado com marcas em torno dos olhos.

## Cultura e etimologia
McGonagall é interpretada pela atriz Maggie Smith nas oito adaptações para o cinema. Smith descreveu o seu papel como "Miss Jean Brodie num chapéu de bruxa". Já que seu papel se tornava progressivamente menor à medida que a série se passava, Maggie Smith afirmou que o filme Harry Potter e a Pedra Filosofal é o seu favorito.
Rowling nomeou a personagem a partir do poeta William Topaz McGonagall, cujo nome ela gostou. O primeiro nome da personagem, Minerva, vem da deusa romana da sabedoria.
A personagem inspirou o nome de uma espécie de molusco bivalve, do gênero Cardiomya, descrita em 2020, Cardiomya minerva.